# San Cristóbal de Cuéllar
San Cristóbal de Cuéllar es un municipio y localidad española de la provincia de Segovia, en la comunidad autónoma de Castilla y León. El término municipal tiene una población de 154 habitantes (INE 2024).

## Geografía

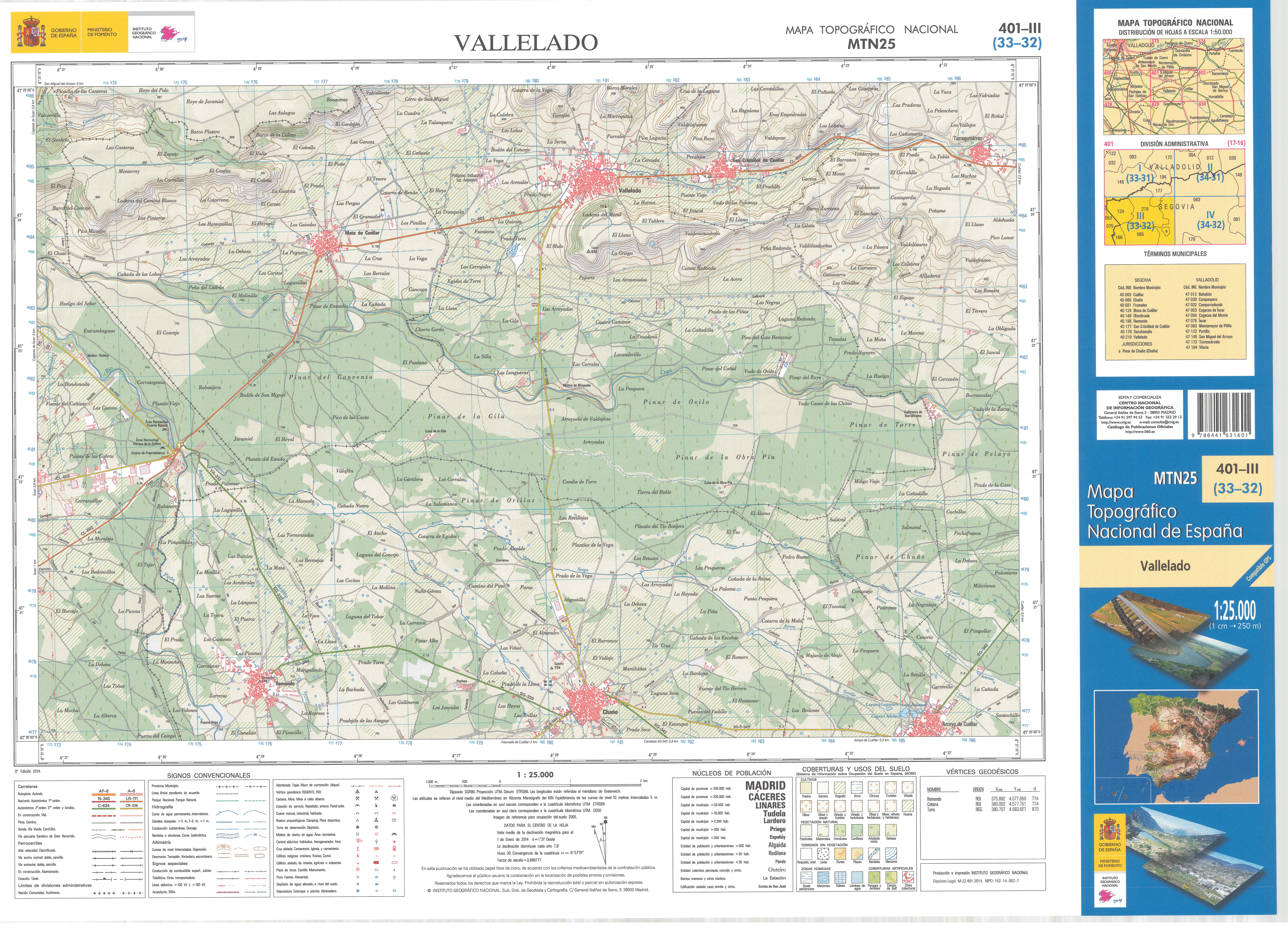
Fragmento de la hoja 401 del Mapa Topográfico Nacional de España de 2014 en el que se representa parte de San Cristóbal de Cuéllar

Se encuentra a 7 km al oeste de Cuéllar. Está situado a 50 km de Valladolid, a 60 km de Segovia y a unos 150 km de Madrid, asimismo es limítrofe con la provincia de Valladolid. Pertenece a la Comunidad de Villa y Tierra de Cuéllar, y está situado en el Sexmo de Montemayor. Está situado entre varias colinas, otorgándole su peculiar aspecto. En las laderas que rodean al pueblo a la entrada, donde están las bodegas, se encuentran fácilmente formaciones de piedras similares a la "Rosa del Desierto" tan común en el norte de África, y que tienen pequeños cristales de cuarzo en su interior.
En cuanto al clima es muy severo, con un verano muy caluroso y seco, siendo el invierno caracterizado por sus muchos días de heladas. Cruza el pueblo el arroyo del Horcajo, el cual suele secarse en el estío. Antiguamente había cangrejos y peces, siendo lugar de recreo para sus habitantes.  En los alrededores se encuentran varias fuentes, como la de Valdecrespo, situada a poco menos de 2 km. También a 500 m está la fuente de San Caballero, en el camino de San Miguel, cuyo principal uso fue el de abrevadero de ganado.
| Noroeste: San Miguel del Arroyo (Valladolid) | Norte: Viloria (Valladolid) | Noreste: Viloria (Valladolid) |
| Oeste: Vallelado                             |                             | Este: Cuéllar                 |
| Suroeste: Vallelado                          | Sur: Vallelado              | Sureste: Cuéllar              |

## Historia
A mediados del siglo XIX, el lugar tenía contabilizada una población de 228 habitantes. Aparece descrito en el séptimo volumen del Diccionario geográfico-estadístico-histórico de España y sus posesiones de Ultramar de Pascual Madoz de la siguiente manera:

CRISTOBAL (San): l. con ayunt. de la prov. y dióc. de Segovia (10 leg.), part. jud. de Cuellar (1 1/2), aud. terr. y c. g. de Madrid (25): sit. en un valle entre dos montañas ó elevadas cuestas, le combaten en general los vientos N. y SO. y su clima templado, es propenso á inflamatorias y algunas intermitentes: tiene 62 casas, cuatro calles, una plaza, casa de ayunt. que sirve de cárcel, escuela de instruccion primaria comun á ambos sexos, á la que concurren unos 24 alumnos que se hallan bajo la direccion de un maestro con la dotacion de 1,100 rs., y una igl. parr. (San Cristóbal Mártir) servida por un párroco cuyo curato es de entrada y de provision real y ordinaria; en los afueras de la pobl. se halla el cementerio en parage que no ofende la salud pública, y una ermita (Corpus Cristi) de propiedad de una cofradia. Confina el térm. N Viloria á 1 leg.; E. Torregutierrez á 3/4; S. el Arroyo á 1, y O. Vallelado á 1/4; le atraviesa un arroyo llamado del Orcajo, que nace 3/4 de leg. dist. del pueblo, y sigue 1 leg. mas, hasta entrar en el r. Cega; tiene 3 puentes de madera: el terreno labrantio y montuoso, es en su mayor parte de inferior calidad, pues solo la del valle es de segunda y tercera, hay un pinar albar y negral poco poblado, de 1/2 leg. de estension de O. á N., y un pequeño prado donde se apacenta el ganado. caminos los de pueblo á pueblo en mal estado, el correo se recibe de la cabeza de part. prod.: granos de toda especie, de inferior calidad, escepto la cebada, piñon, patatas, cáñamo, rubia buena y una corta porcion de vino de ínfima clase: su mayor cosecha trigo, centeno y piñones, mantiene ganado lanar, vacuno, mular y yeguar; cria caza de liebres, conejos y perdies. Ind.: agricultura. comercio: las 2/3 partes de vecinos salen á vender piñones, y comprar granos, y la venta que se hace en las fáb. de rubia de esta semilla. pobl.: 59 1/2 vec., 228 alm. cap. imp. 21,669 rs. contr.: segun el cálculo general de la prov. 20'72 por 100: el presupuesto municipal asciende á 1,728 rs. con 26 mrs., y se cubre con 390 rs. producto de propios y por reparto vecinal.
(Madoz, 1847, p. 172)

## Demografía
Cuenta con una población de 154 habitantes (INE 2024).
| Gráfica de evolución demográfica de San Cristóbal de Cuéllar entre 1842 y 2021                                        |
| |
| Población de derecho según los censos de población del INE. Población de hecho según los censos de población del INE. |

| 222           | 209 | 203 | 206 | 184 | 183 | 187 | 163 | 160 | 148 | 143 | 152 |
| (Fuente: INE) |     |     |     |     |     |     |     |     |     |     |     |

## Administración
Los ciudadanos emplean un método de elección de los concejales distinto al habitual respecto al resto de municipios. El método consiste en juntarse dos meses antes de las elecciones para elegir mediante lista abierta a un máximo de cinco candidatos directamente sobre el censo de mayores de edad empadronados en el municipio. Los encargados de la administración de votos son el alguacil, el juez de paz y un menor de 18 años, esperando en las escuelas a los vecinos para la votación.
Los cinco vecinos con más apoyos y con deseo de presentarse forman una lista con una candidatura independiente a presentar a los comicios municipales como candidatos a las elecciones.
Por último, durante el primer pleno, se elige quién de ellos será el alcalde.
| Periodo   | Nombre                       | Partido                                     |
| --------- | ---------------------------- | ------------------------------------------- |
| 1979-1983 | Narciso San Miguel Fraile    | Agup Electores Independientes San Cristóbal |
| 1983-1987 | Juan Alfonso Zarzuela García | Agup Electores Independientes San Cristóbal |
| 1987-1991 | Antonio San Miguel Fraile    | Agup Electores Independientes San Cristóbal |
| 1991-1995 | Antonio San Miguel Fraile    | Agup Electores Independientes San Cristóbal |
| 1995-1999 | Antonio San Miguel Fraile    | Agup Electores Independientes San Cristóbal |
| 1999-2003 | Antonio San Miguel Fraile    | Agup Electores Independientes San Cristóbal |
| 2003-2007 | Tomás Merino Zarzuela        | Agup Electores Independientes San Cristóbal |
| 2007-2011 | Jorge Carabias Sanz          | Agup Electores Independientes San Cristóbal |
| 2011-2015 | Tomás Merino Zarzuela        | Agup Electores Independientes San Cristóbal |
| 2015-2019 | Tomás Merino Zarzuela        | Agup Electores Independientes San Cristóbal |
| 2019-2023 | Tomás Merino Zarzuela        | Agup Electores Independientes San Cristóbal |
| 2023-act. | Jorge Carabias Sanz          | Agup Electores Independientes San Cristóbal |

## Patrimonio

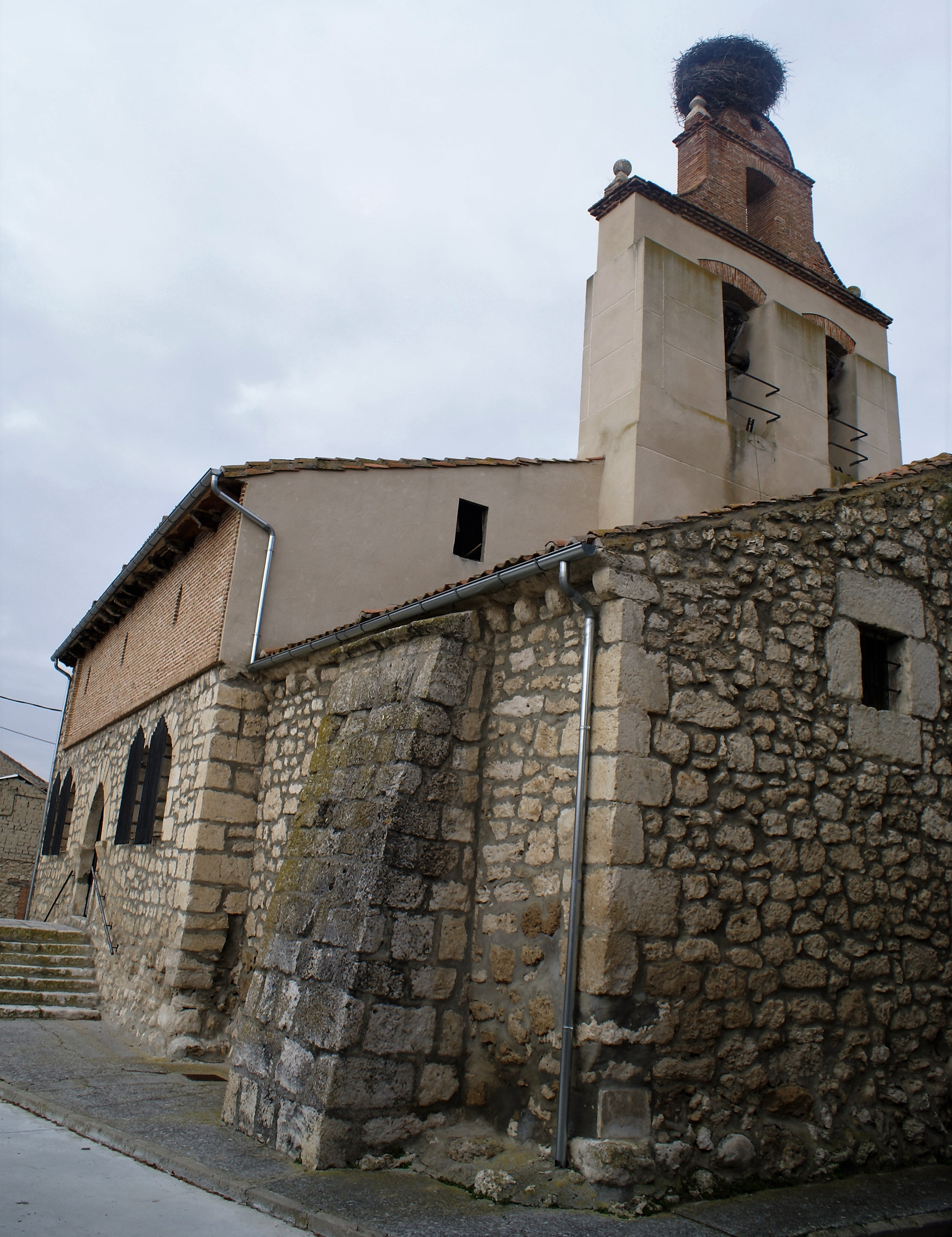
Iglesia de San Cristóbal

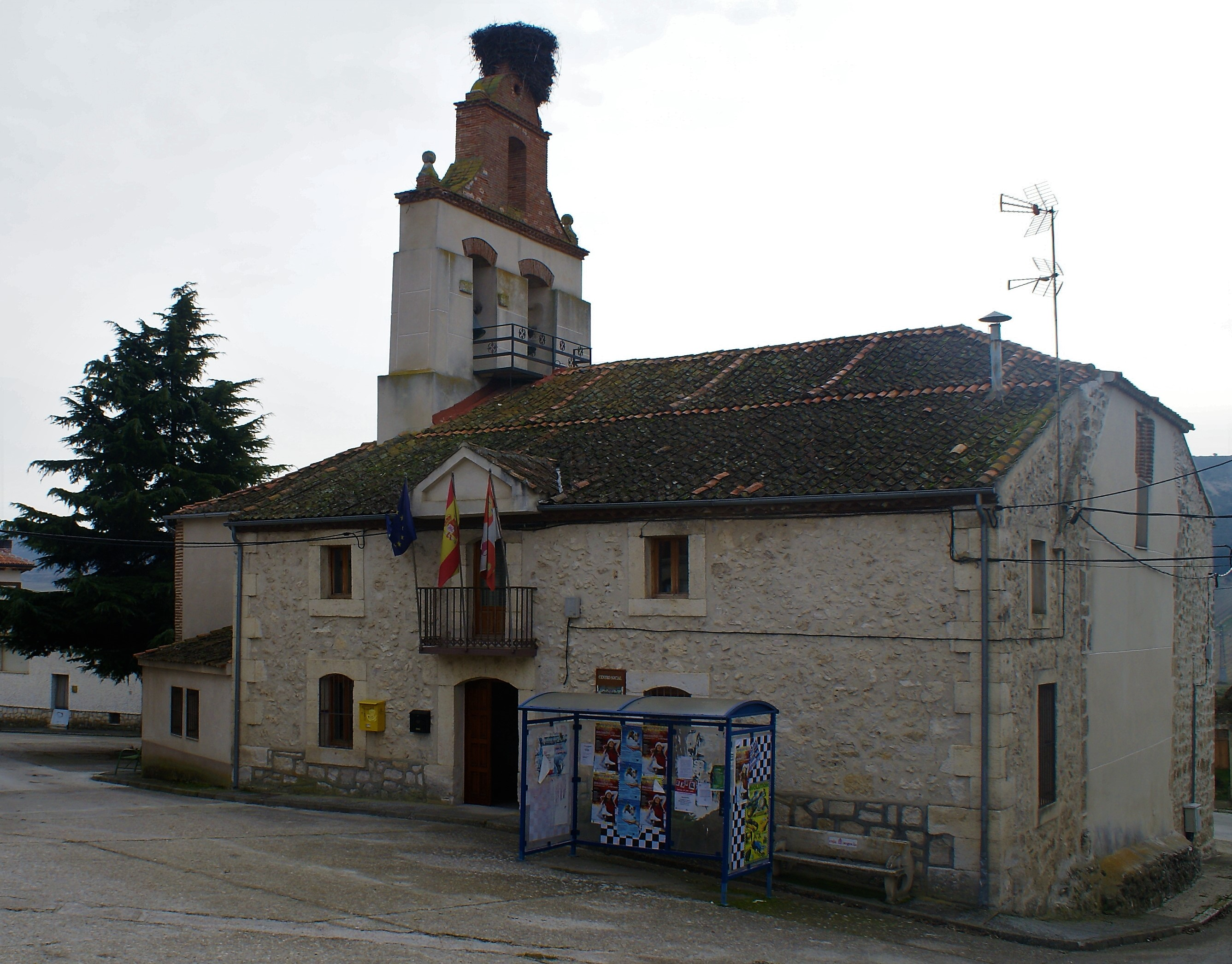
Casa consistorial

De arquitectura típica castellana, hasta hace poco predominaban las casas de adobe, existiendo en la actualidad casas de arquitectura más actual. Cabe destacar su iglesia parroquial, construida en el siglo XVIII y dedicada a San Cristóbal. Posee una interesante colección de obras de plata entre las que cabe reseñar una custodia de finales del siglo XVII; una concha bautismal realizada en 1774 por el platero cuellarano Juan Antonio Sanz Delgado, y una naveta, obra del artífice segoviano Antonio Benito Gómez. 
Dentro del núcleo urbano se halla la fuente de piedra caliza de la Plaza Mayor. En su origen era dos veces mayor, teniendo una parte final destinada para abrevadero del ganado. Cuando se asfaltó la Plaza Mayor, y en una discutible decisión, se la mutiló, teniendo hoy el aspecto actual. En épocas en que el agua es suficiente, lo que rebosa del depósito de agua comunal cae por los caños de la fuente. 
Es asimismo destacable por su interés, la ermita del Humilladero, que data del siglo XVII (según información del actual párroco de San Cristóbal). A finales del siglo XIX y principios del XX, durante los años de la peste que asoló España, fue utilizada como lugar de abandono de los enfermos, por aquel entonces, incurables y contagiosos.